# Ben Aaronovitch
Ben Dylan Aaronovitch (* 22. února 1964 Londýn) je anglický spisovatel a scenárista. Známý je především jako autor série městských fantasy románů The Rivers of London (Řeky Londýna).

## Život a dílo
Narodil se v Londýně, v Camdenu. Jeho otec Sam Aaronovitch byl britský ekonom litevsko-židovského původu, politický aktivista, člen Komunistické strany. Bratr Bena Aaronovitche Owen je herec a druhý bratr David pracuje jako novinář. Vystudoval střední školu na Holloway School v Londýně. V letech 1988 a 1989 psal pro britský televizní seriál společnosti BBC Doctor Who (Pán času), v roce 1990 vznikla jedna epizoda pro Casualty a jedna epizoda v roce 2002 The Dark Knight, autorsky se podílel v letech 1990-1996 na sci-fi sérii Jupiter Moon.
V devadesátých letech publikoval romány z řady Doctor Who (Pán času). Ve druhé polovině devadesátých let pracoval v pobočce Covent Garden řetězce knihkupectví Waterstones a začal psát romány s policejním konstáblem Peterem Grantem The Rivers of London (Řeky Londýna). Je autorem celé řady komiksů, románů, povídek, scénářů, autorem a spoluautorem dramatu ve zvukovém formátu Doctor Who pro společnost Big Finish a zvukových skladeb ze série Blake's 7. Jeho knihy byly vícekrát nominovány na různé ceny.
Několikrát navštívil Česko, poprvé se v roce 2017 účastnil mezinárodního fóra Meltingpot konaného při hudebním festivalu Colours of Ostrava. Má blízký vztah k české kultuře a literatuře, chystá se psát knihu o dálnici D1, kromě Prahy by se měl děj odehrávat i v Brně. V roce 2023 byl hostem festivalu Svět knihy.

## Česky vydané knihy
- Řeky Londýna, 2018 (Rivers of London, 2011)[9]
- Šepot podzemí, 2016 (Whispers Under Ground, 2012)[10]
- Měsíc nad Soho, 2016 (Moon over Soho, 2011)[11]
- Čarojízda, 2017 (Rivers of London: Body Work, 2016, spoluautor Andrew Cartmel)[12]
- Prokleté domovy, 2017 (Broken Homes, 2013)[13]
- Záludné léto, 2017 (Foxglove Summer, 2014)[14]
- Strom viselců, 2018 (The Hanging Tree, 2016)[15]
- Noční kouzelnice, 2018 (Rivers of London: Night Witch, 2016, spoluautor Andrew Cartmel)[16]
- Nejodlehlejší stanice, 2018 (The Furthest Station, 2017)[17]
- Zvony Londýna, 2019 (Lies Sleeping, 2018)[18]
- Řeky Londýna 1–7 (box), 2020 (Rivers of London Vol. 1–7 with #5.5 Story Boxed Set, 2020)[19]
- Stín nad Trevírem, 2020 (October Man, 2019)[20]
- Falešná hodnota, 2021 (False Value, 2020)[21]
- Historky z Rozmaru, 2022 (Tales from the Folly, 2020)[22]
- Co dělala Abigail v létě, 2023 (What Abigail Did That Summer, 2021)[23]